# Elegia filacea
Elegia filacea là một loài thực vật có hoa trong họ Restionaceae. Loài này được Mast. mô tả khoa học đầu tiên năm 1885.